# Filippo Barreca
Filippo Barreca, detto Peppì (Reggio Calabria, novembre 1956), è un mafioso italiano.
È il capo dell'omonima cosca della 'Ndrangheta, nonché capo-locale di Pellaro.
La 'ndrina Barreca proviene dal quartiere Bocale di Reggio Calabria. 

## Biografia

### Le origini e l'ingresso nella 'ndrangheta
Figlio di contadini, Alessio e Maria Campolo, dopo la maggiore età grazie al suocero nonché noto odontotecnico di Reggio Calabria, si lancia sulla rappresentanza di prodotti e servizi odontoiatrici fino ad aprire un punto vendita al centro. Successivamente, con l'avvio dei lavori del raddoppio ferroviario "tratta Reggio Calabria-Pellaro" ed altri lavori importanti che dovevano iniziare, decise insieme ai fratelli di aprire un impianto inerti per la lavorazione e lavaggio di sabbia e ghiaia su un terreno del padre a Bocale, la "Inerti 3 B". In questi anni, lui e i suoi fratelli frequentavano il cugino Filippo Barreca cl.47 (pentito nel 1992) nonché a suo tempo già ndranghetista, e successivamente entrarono a far parte della cosca Barreca proprio in quegli anni di guerra con il clan rivale degli Ambrogio.

### La seconda guerra di ndrangheta e gli ergastoli
Dopo la seconda guerra di mafia degli anni '80, raggiunge i vertici della 'ndrangheta reggina, e si conquistò il ruolo di capo-locale di Pellaro fino al giorno del suo arresto nel 1992. Filippo Barreca, Santo e Giuseppe, furono condannati all'ergastolo ("fine pena mai"), per decine di omicidi, traffico di stupefacenti, estorsione, usura e associazione a delinquere di tipo mafioso a seguito di due maxi-processi Barracuda e Valanidi 2.

### La scarcerazione e la scissione con il cognato Malacrinò
Durante la sua detenzione nel carcere di Sulmona, nel 2015 gli viene scoperto un tumore maligno e lo stesso carcere dichiarò l'incompatibilità col regime carcerario. A novembre dello stesso anno il magistrato di sorveglianza autorizza la scarcerazione per motivi di salute sostituendola con gli arresti domiciliari presso la sua residenza di Bocale.
Dopo la scarcerazione, iniziò da subito a ricostruire la cosca (oramai sparita), con i suoi vecchi "fedelissimi", poiché non scorreva buon sangue con il cognato a seguito di numerose discussioni interne di famiglia per questioni ereditarie e mancato sostentamento al carcere, i rapporti tra Barreca e Antonio Bartolo Malacrinò si incrinarono al punto da definire una vera scissione tra le due famiglie

### Arresto operazione Metameria e processo Epicentro
Viene arrestato il 16 febbraio 2021 insieme a 27 suoi affiliati, a seguito di un'indagine denominata Metameria. Il 30 maggio ha avuto inizio il maxiprocesso denominato Epicentro dove sono imputate 75 persone per reati di estorsione e associazione mafiosa. Una delle frasi intercettate:
Il primo grado del processo in abbreviato "Epicentro" si conclude con cinquantatré condanne e 5 assoluzioni, sentenza emessa dopo 4 giorni di camera di consiglio dal Gup di Reggio Calabria.

## L'arroganza criminale di Peppì Barreca dopo la scarcerazione del 2015
La capacità di Barreca di imporre il proprio volere emerge da alcune conversazioni dove dice chiaramente: «A Pellaro gli ho mandato dire… se prima non mi dai i soldi, tu non apri. Questo viene qua a fare quello che vuole…e io che sto a fare?». E aggiunge: «Se non facciamo qualcosa a sta gente, non ne aggiustiamo cose». Nel fare riferimento ad un imprenditore sottolinea, rivolgendosi ai suoi sodali «che non si inventano storie…se non ci portano i soldi, da oggi in poi, lavori non ne fanno più né a Saline, né a Pellaro, né a Lazzaro. In nessun posto…nemmeno a Reggio».
Ma «l’arroganza criminale» con la quale Barreca avrebbe gestito il suo potere sul territorio emerge anche da altre vicende, come l’intimidazione ai danni di un operatore ecologico che si era rifiutato di raccogliere i rifiuti nei pressi della casa del boss in quanto non erano stati correttamente differenziati. Nel racconto fatto da Barreca a un suo amico, non solo lo avrebbe preso a bastonate, ma gli avrebbe anche detto: «Tu qua i rifiuti li devi prendere senza dire niente. Anzi…posi il furgone, torni con la tua macchina e raccogli i rifiuti. E se trovi delle pietre raccogli pure le pietre».

## Il romanzo Terra Nostra
Secondo Klaus Davi il personaggio "Giuseppe Ferraro" e buona parte dell'intera narrazione del romanzo Terra nostra - famiglie criminali in riva allo stretto , rispecchia le vicende criminali della malavita di Pellaro e Bocale, quartieri a sud di Reggio Calabria. Infatti in vari articoli della stampa nazionale il libro scritto da Campolo viene più volte rilanciato dallo stesso massmediologo.
Inoltre in un articolo il massmediologo afferma: «Finalmente un po’ di ribalta nazionale per una delle zone in cui la mafia ha operato in modo più subdolo e, in alcuni casi, anche con la complicità di soggetti appartenenti alle istituzioni. Ora  c’è che da sperare che qualche regista o producer si appropri del testo e ne faccia un film cosi finalmente diventiamo un caso nazionale e tante verità emergeranno».